# 潮州料理
潮州料理（ちょうしゅうりょうり、中国語: 潮州菜、拼音: Cháozhōu cài チャオジョウツァイ、潮菜、英語: Chaozhou cuisine、Teochew cuisine）は、中華人民共和国広東省潮州市や汕頭市を中心に食べられている中華料理の中の地方料理。タイ、シンガポール、香港などでも一般的である。

## 概要
潮州は秦朝以降一貫して広東省に属しているが、言葉は東隣の福建省南部で話される閩南語の一種である潮州語が使われている。この事からも分かるように、もともと民族的、文化的には福建省南部と一体となっている地域であり、食文化も例外ではない。
潮州料理の特徴としては、乾物、魚醤、塩などを使った、うま味と塩味を伴ったもの、また煮込み料理が多いことが挙げられる。もともとの文化、通商の中心地である潮州市は韓江で海とつながっているが、海岸線からは20kmほど内陸にあり、スルメ、干しカキ、魚の干物、乾燥させた浮き袋、ふかひれなどといった海産物系の乾物をよく利用してきた。これらの素材は、煮てやれば、うま味を引き出せるので、スープをはじめとして、比較的あっさりしているが素材のうま味を活かした料理に特色がある。
また、現在の経済の中心地である汕頭は、海に面しており、新鮮な魚介類が手に入るため、蒸して作る魚や蟹などの海鮮料理も特徴である。「魚仔店」（潮州語 フーキアディアム）と呼ばれる海鮮料理店が市内に多数あり、生け簀や氷の上に並べた魚介類を客が選んで調理させるスタイルをとっている。他に、魚、イカ、エビのすり身で作るつみれなどの練り製品もよく食べられており、「魚丸」と掲げた専門店も多い。これらの店は朝は営業していないところが大半である。
一方、炒め料理は、ニンニクを使って炒めることが多いなど、福建省や台湾に近い特徴もある。
料理をあっさりと仕上げるため、「醤碟」（チオディッ）と呼ばれる、食べる時に好みでつけるためのたれを入れた小皿が出てくる料理も多い。米酢や魚醤、そこに針ショウガなどの薬味を入れる場合、あるいは店で調合したもの、梅ジャム（梅膏 ブエコー）、甘味噌（甜醤 ティアムチオ）などのペースト状ものなど、料理に合わせてのバリエーションが豊富である。他に特徴ある調味料として、「南姜麩」（ナムキアンフー）というショウガ科のアルピニア・ガランガ入りの塩、これに梅ジャムと酢を混ぜた「三滲醤」（サンツァムチオ）、「豆醤」（ダウチオ）という大豆の形のままの味噌などを多用する。
米作地帯にあるため、米を素材とした料理が発達しており、点心も米の粉で作ることが多く、麺類もライスヌードルが基本である。
開元寺のある潮州では、手の込んだ精進料理を作る技術もあり、民間では「素菜葷做」と称される、動物性の出汁のうまみを生かした野菜料理がよく作られる。
貿易の街として栄え、様々な素材を扱える条件を活かして、生薬を使ったスープを中心とする薬膳料理も発展している。
素材の味を活かし、あっさりとした味付けなど、日本人には馴染みやすい料理といえる。

## 喫茶
高級な潮州料理店では、工夫茶（中国語 コンフーチャー、潮州語 カンフーテー）という、濃く淹れ、小さな杯の様な器で飲む烏龍茶を食前、食後に出すことが多い。潮州は鳳凰単欉などを産する茶所であり、茶を楽しむ習慣が根付いており、これに合わせてさまざまな点心も作り出された。

## 歴史
唐代までの潮州周辺は人もまばらな田舎の漁村にすぎず、現在の潮州料理の基礎となった特徴ある料理体系が形作られたのは、潮州地区に中原地方から多くの移民がやってきて発展を始めた宋代であるとされる。当時は農業生産も増え、製塩業も興るなど、経済基盤ができあがったのみならず、中国全体でも、食品加工や調理の技術が発展した時期であった。また、食後に茶を飲む習慣もできていたとされる。
明代は、目立った経済発展はなかったが、ハレの料理を中心に、手の込んだものが作られるようになった。清代の阿片戦争後、貿易を通じて潮州が発展すると、高価な食材を使った料理を食べるニーズが生まれ、高級料理も作られるようになった。中華人民共和国誕生後、改革開放が始まった1980年代からは海鮮料理やふかひれ、アワビなどの高級料理を中心に、他の地域でも潮州料理を出す店が多く現れ、潮州料理のうまさや特徴が国外にまで知られるに至った。

## 主な料理

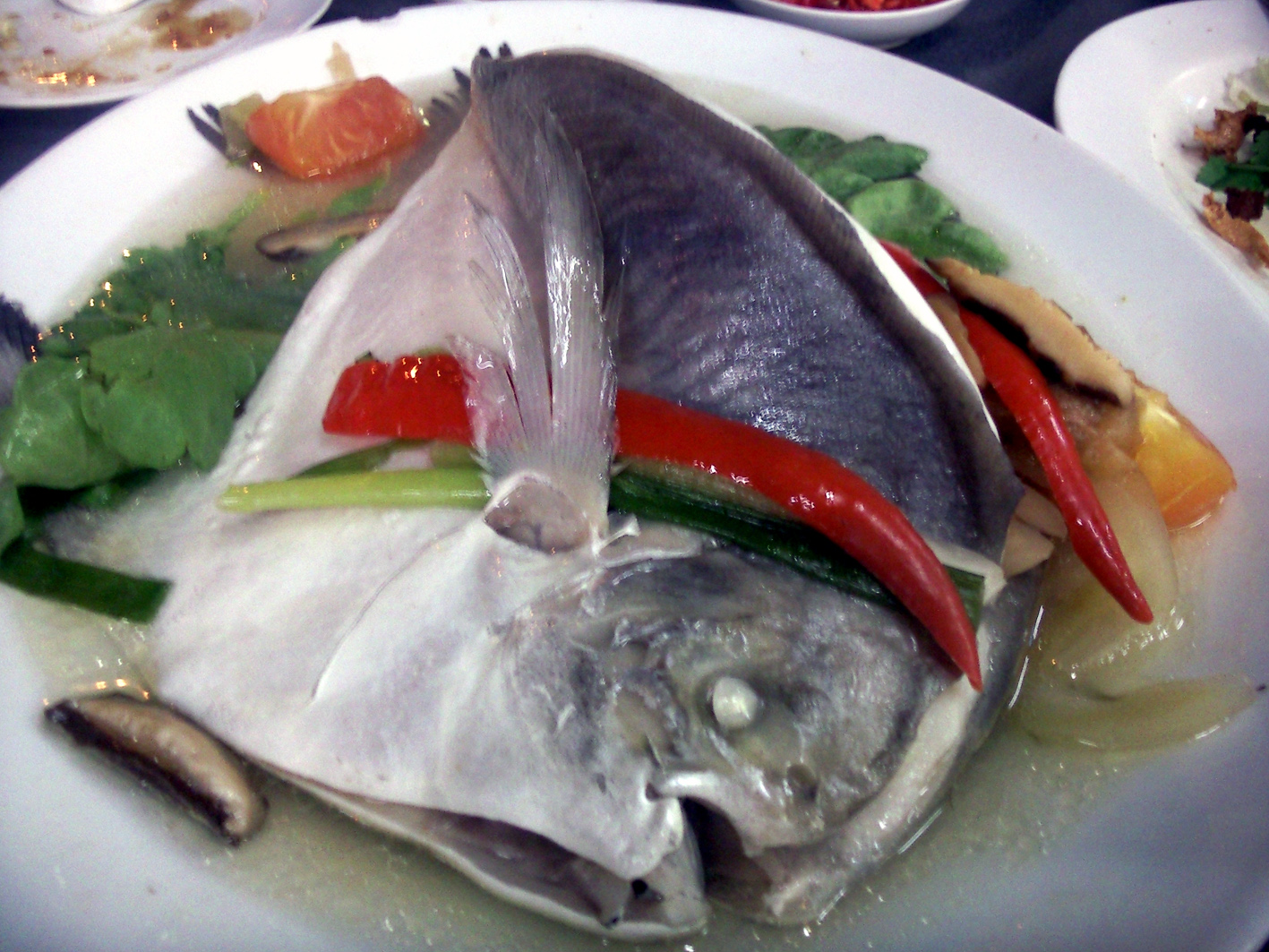
炊鯧魚

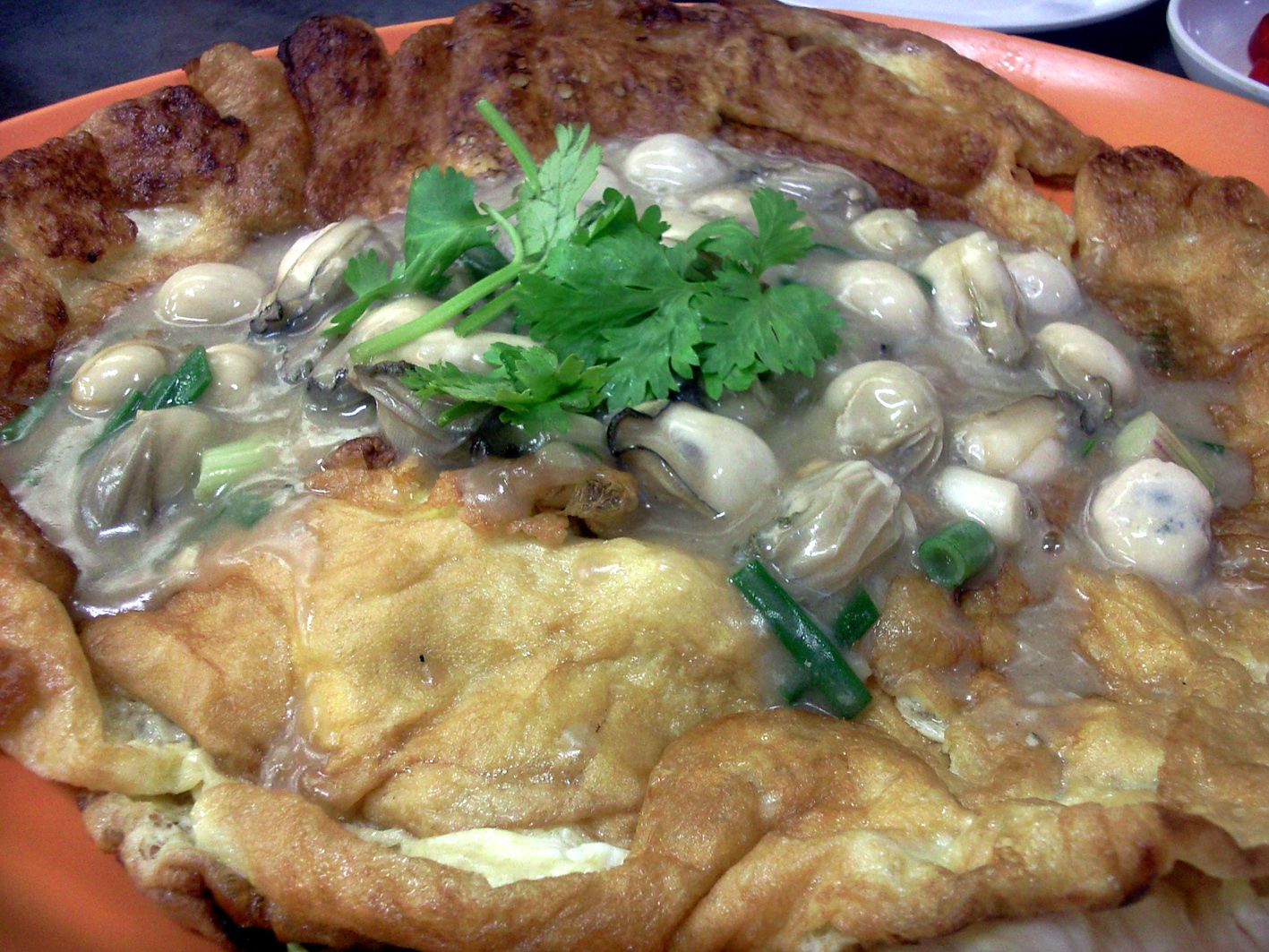
蠔烙

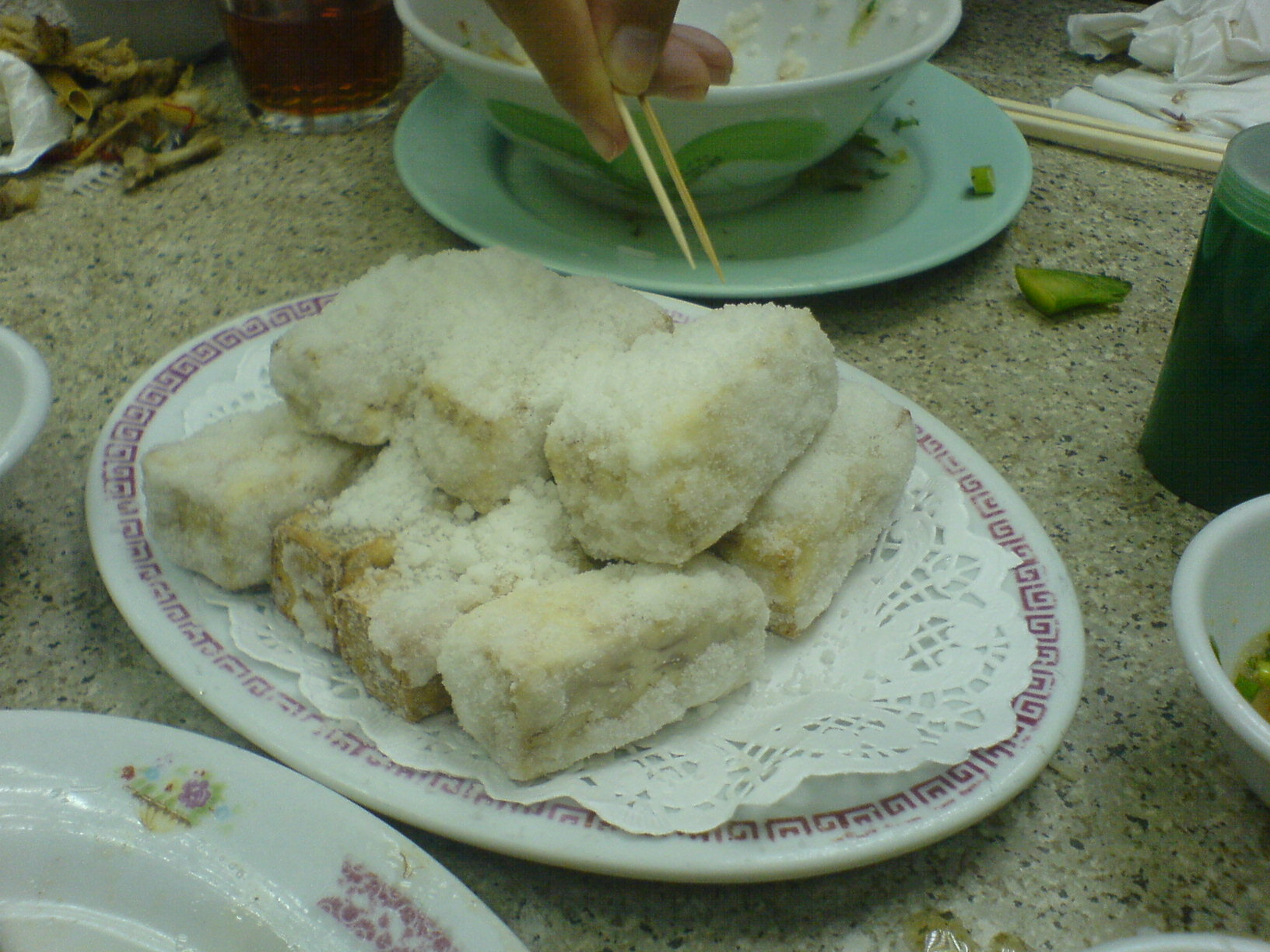
反沙芋

- サツマイモの葉とフクロタケのスープ（潮州語 護国菜 フーゴクツァイ） - すりつぶしたサツマイモやホウレンソウの葉などを入れたスープ。二色の太極図（二つ巴）に仕上げることもある。
- ふかひれの煮物（紅燉魚翅 アンドゥンフーティー）
- 蒸しシマイシガニの冷製（凍紅蟹 ドンアンホイ）
- 浜で塩ゆでして冷ました魚（魚飯 フーブン） - 買ったらすぐ食べられる状態で売る魚。
- 膾（魚生 フーセン） - ソウギョの刺身にコリアンダー、広東セロリ、ダイコン、ゴレンシなどの薬味と「三滲醤」という梅ソースや「豆醤油」という合わせ味噌を和えて食べる。
- ガチョウのたれ煮込み（鹵水鵝片 ロウツイゴーピアン） - ほかに厚揚げ、鶏卵など同じ甘辛いたれで煮た料理もある。
- シイタケと結球カラシナの煮物（厚菇芥菜 ガオゴウガイツァイ）
- カキ入り卵焼き（蠔烙 オールアッ） - 汕頭のものは、平鍋に油、カキを広げて、水溶き片栗粉、さらに卵と小麦粉を溶いて掻き揚げに近い食感にカリっと焼き、魚醤をつけて食べる。
- 潮州粥（糜 ムエ） - 広州、順徳風の粒が半分無くなるほど煮込んだものではなく、雑炊に近いさらっとしたものが特徴。カキ粥、イカ粥、魚粥、蟹粥などが有名。
- つみれ入りのライスヌードル（魚丸粿條 フーインクエティオウ）
- 米の粉で作る蒸し餃子（粉粿 フンクエ）
- 米の粉で作るタケノコのゆで餃子（筍粿 スンクエ）
- 具入りの揚げ餅（油追 イウトゥイ）
- 葛饅頭風の菓子（水晶包 ツイチアンパー） - 透明な皮で、小さな半球型にこしあんを包む
- 豚肉入り檳榔芋のペースト（芋泥 オウニー）
- 揚げ芋の飴がけ（反沙芋 ファンスアオウ）
- 蟹棗

## 他地域での普及

### 香港
香港は華南の一大都市として、地元広東省の他、上海、寧波などの沿岸地域から移り住んだ人も多く、潮州、汕頭出身者も少なくない。香港の繁華街には潮州料理を出す大衆食堂も多くあり、俗に広東語で「打冷店 ダーラーンディム」と呼ばれている。このタイプの店の特徴として、既に調理済みの料理をバットに入れるなどして、店頭にならべてあり、客はすぐに食べたいものを選べる手軽さと気安さが挙げられる。
一方で、ふかひれや干し鮑といった、手のかかる乾物を活かした料理や、エビ、カニなどの海鮮料理を提供する潮州料理レストランも多い。こうした高級料理は利益も出せ、また、富裕層も多い香港では、需要も旺盛なため、発達した。

### シンガポール
シンガポールにおいて、中国系住民は8割近いが、潮州、汕頭出身者は、福建出身者に次いで多く、潮州料理を出す店も多い。

### タイ
タイに移り住んだ潮州、汕頭出身者は多く、タイ華人のほとんどがそうであると言っても過言ではない。当然、中華料理も潮州料理が基本であり、華人、
華僑が食べるだけでなく、タイ人も受け入れて食べるようになっている。すでにタイ料理のようになっているものもあり、例えばクイティアオは潮州語でライスヌードルを意味する「粿條 コエティオ」を取り入れたものである。

### 日本
日本においては潮州料理専門店はほとんどなく、なじみも薄いが、高級広東料理店で出すふかひれ料理、あわび料理など、潮州起源のものがある。